# Haagse Hout
Haagse Hout è uno stadsdeel della città di L'Aia, nei Paesi Bassi. In olandese Haagse significa de l'Aia ed hout è un termine arcaico che sta per bosco. In olandese moderno, il termine hout significa legno.
Nello stadseel si possono trovare aree con edifici modernissimi ed aree verdi del tutto non antropizzate. Vi si possono trovare ad esempio il quartiere finanziario Beatrixkwartier e parchi quali il Villapark Marlot, una delle aree più verdi de L'Aia o addirittura Haagse Bos, ultimo residuato di una foresta sfruttata intensamente negli ultimi otto secoli. Haagse Bos (in olandese foresta de L'Aia) è la più grande area verde della città ed il quartiere è quasi esclusivamente coperto da vegetazione. Questo parco cittadino divide lo stadsdeel di Haagse Hout in due: Benoordenhout e Bezuidenhout (in olandese rispettivamente situato a nord del bosco e situato a sud del bosco).

Galleria fotografica
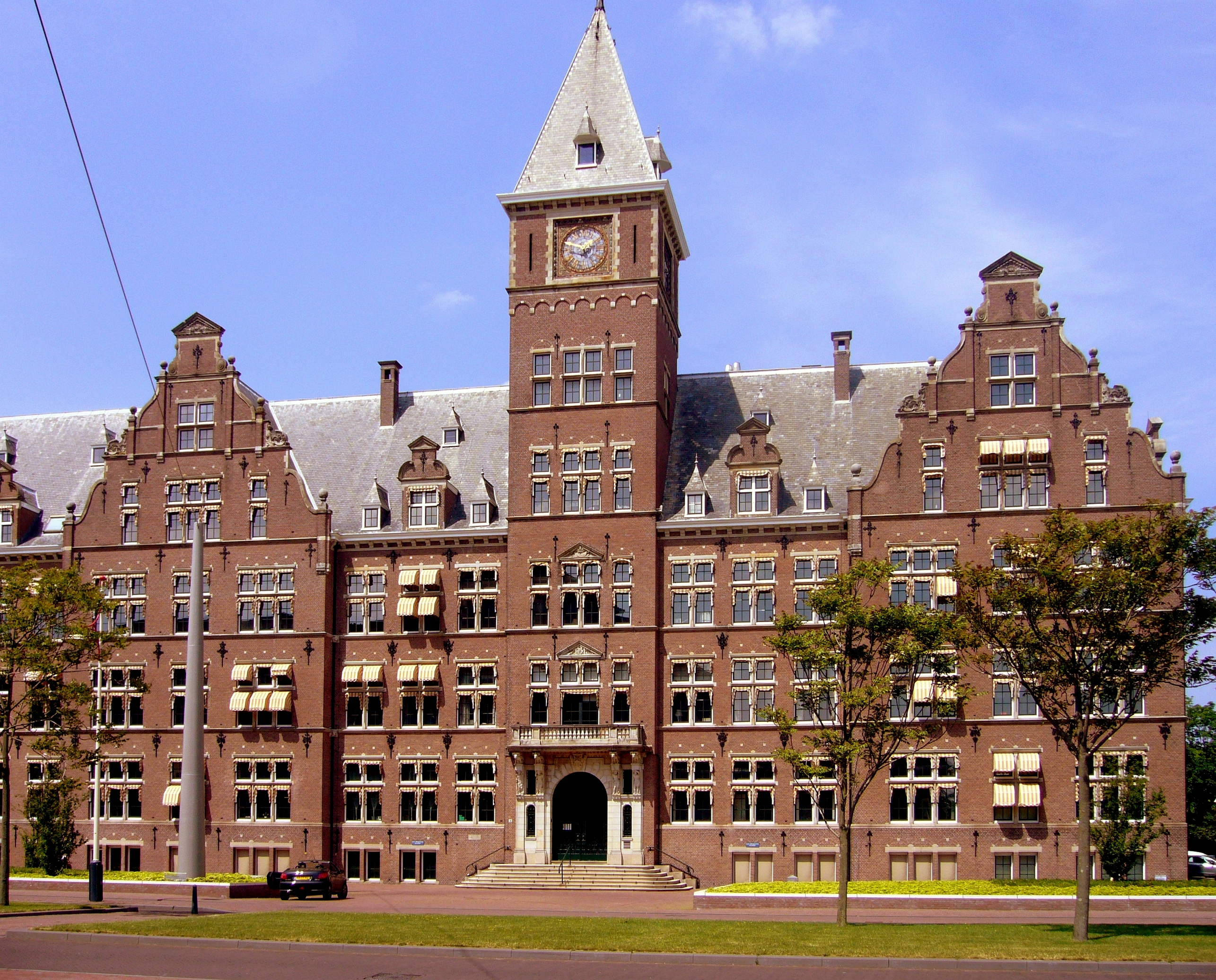
Sede storica della Shell.
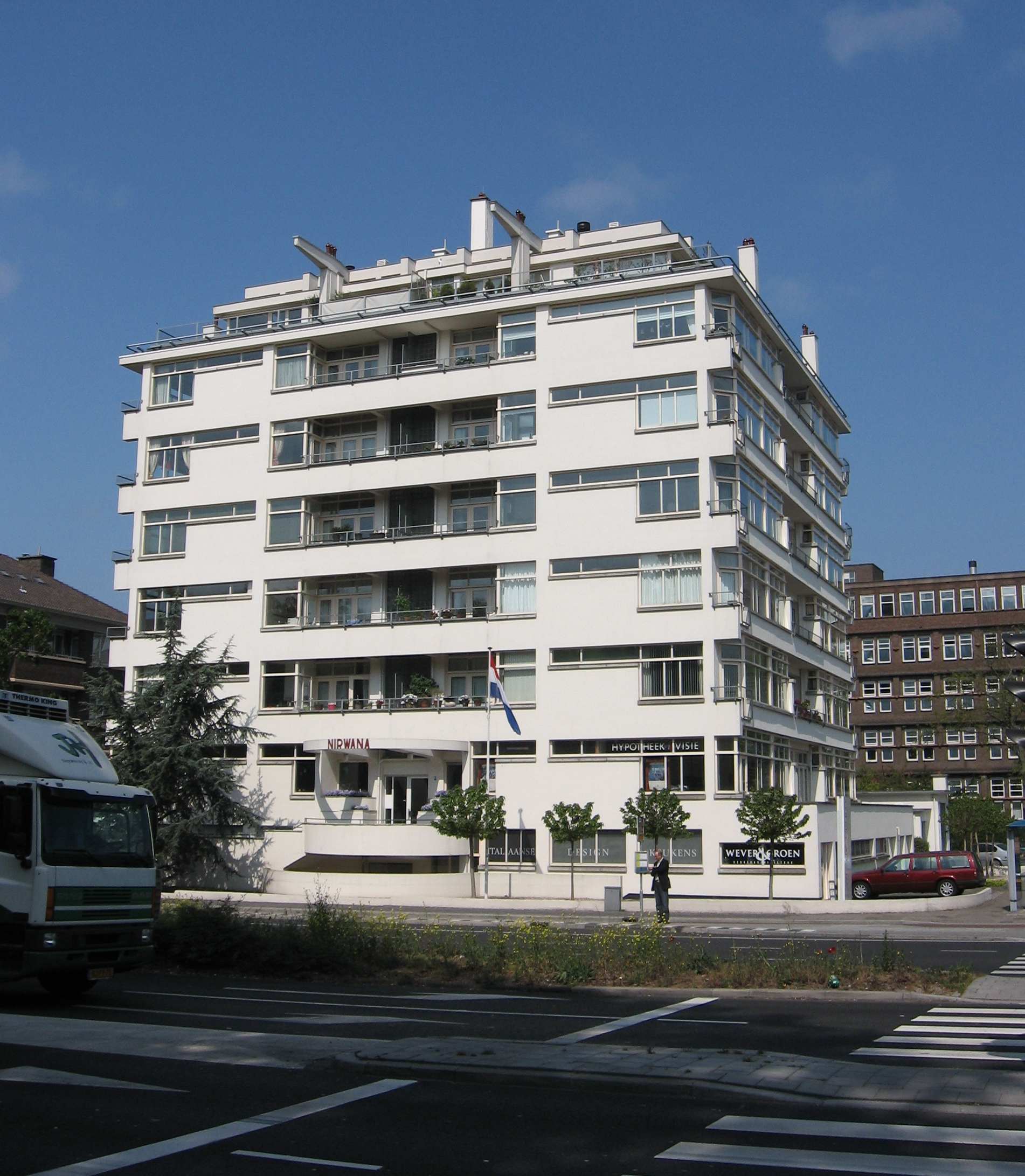
Il Nirwana Flat, edificio costruito nel 1929 e progettato dall'architetto Jan Duiker.
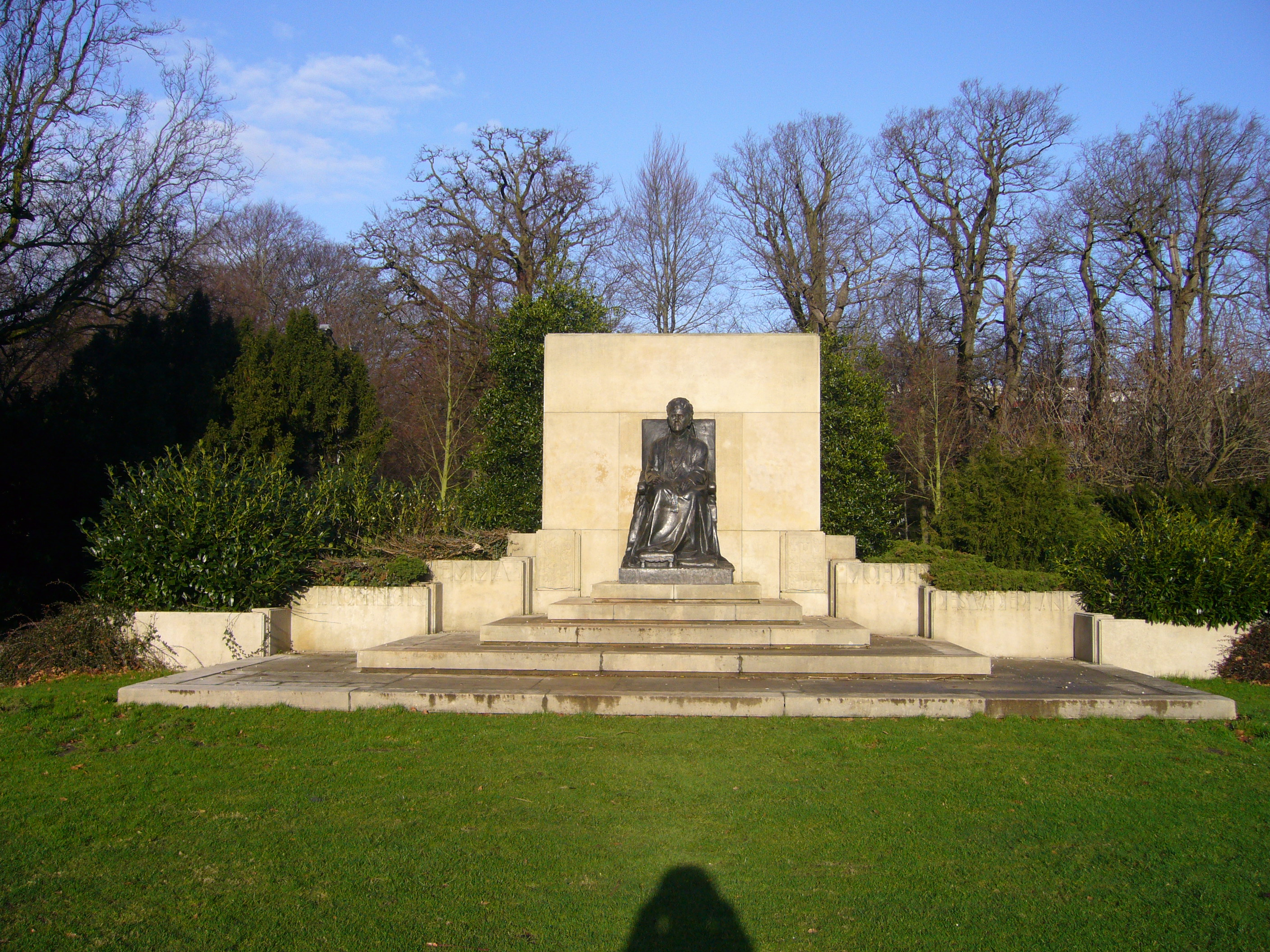
Il monumento della Regina Emma nel parco delle rose.
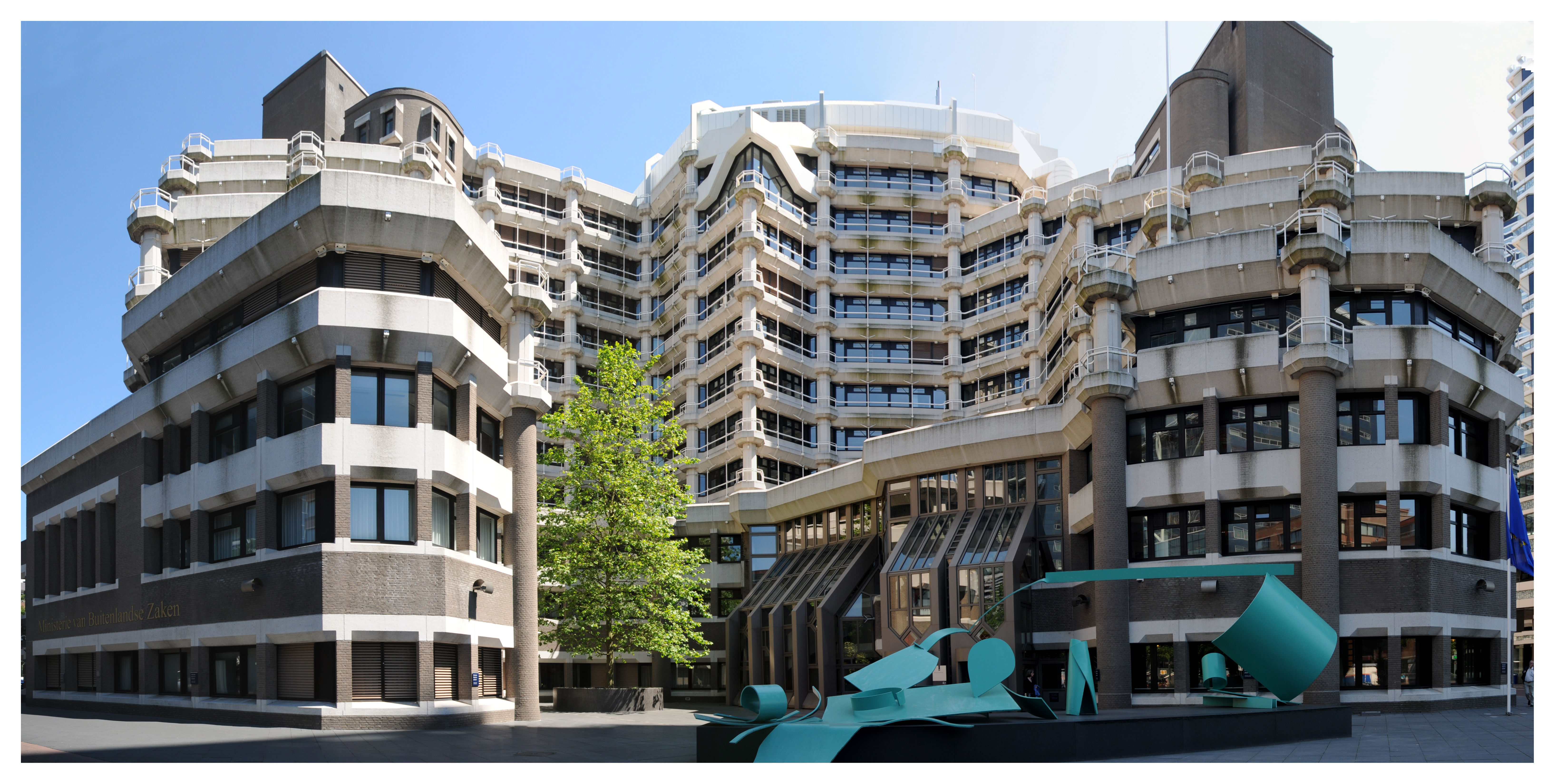
Il Ministero per gli Affari Esteri in Bezuidenhoutseweg.
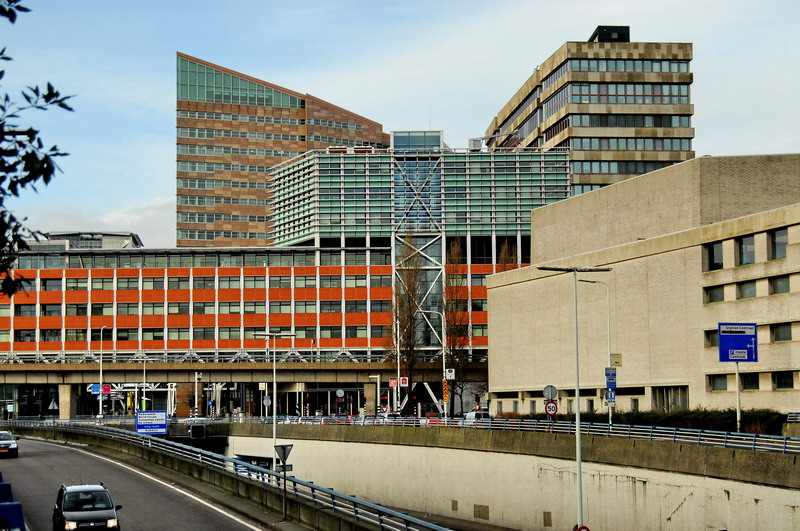
Vista di Jan Pieterszn Coenstraat con in primo piano il Conservatorio Reale ed in secondo piano (l'edificio a punta) il Palazzo di Giustizia.
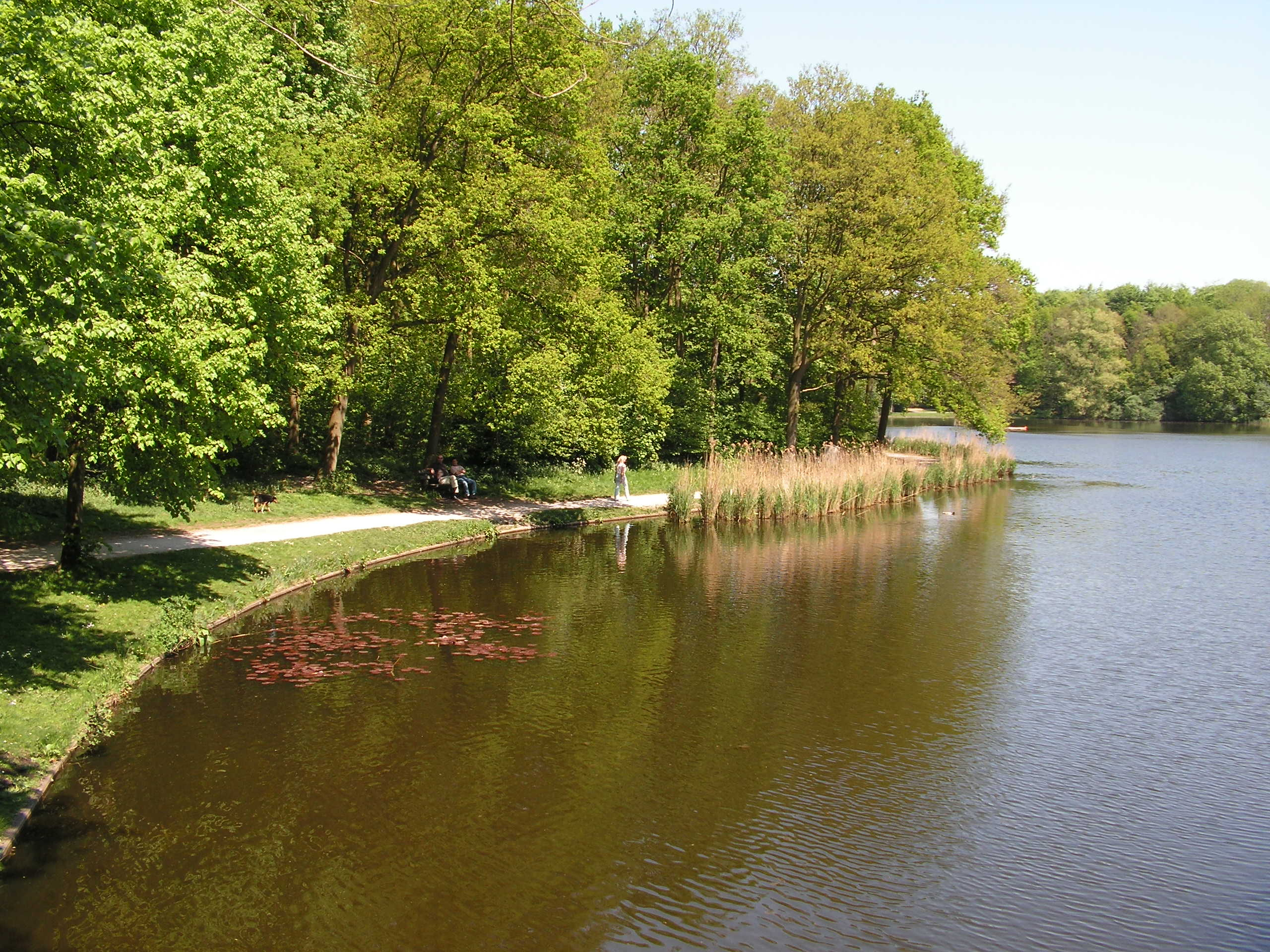
Haagse Bos.
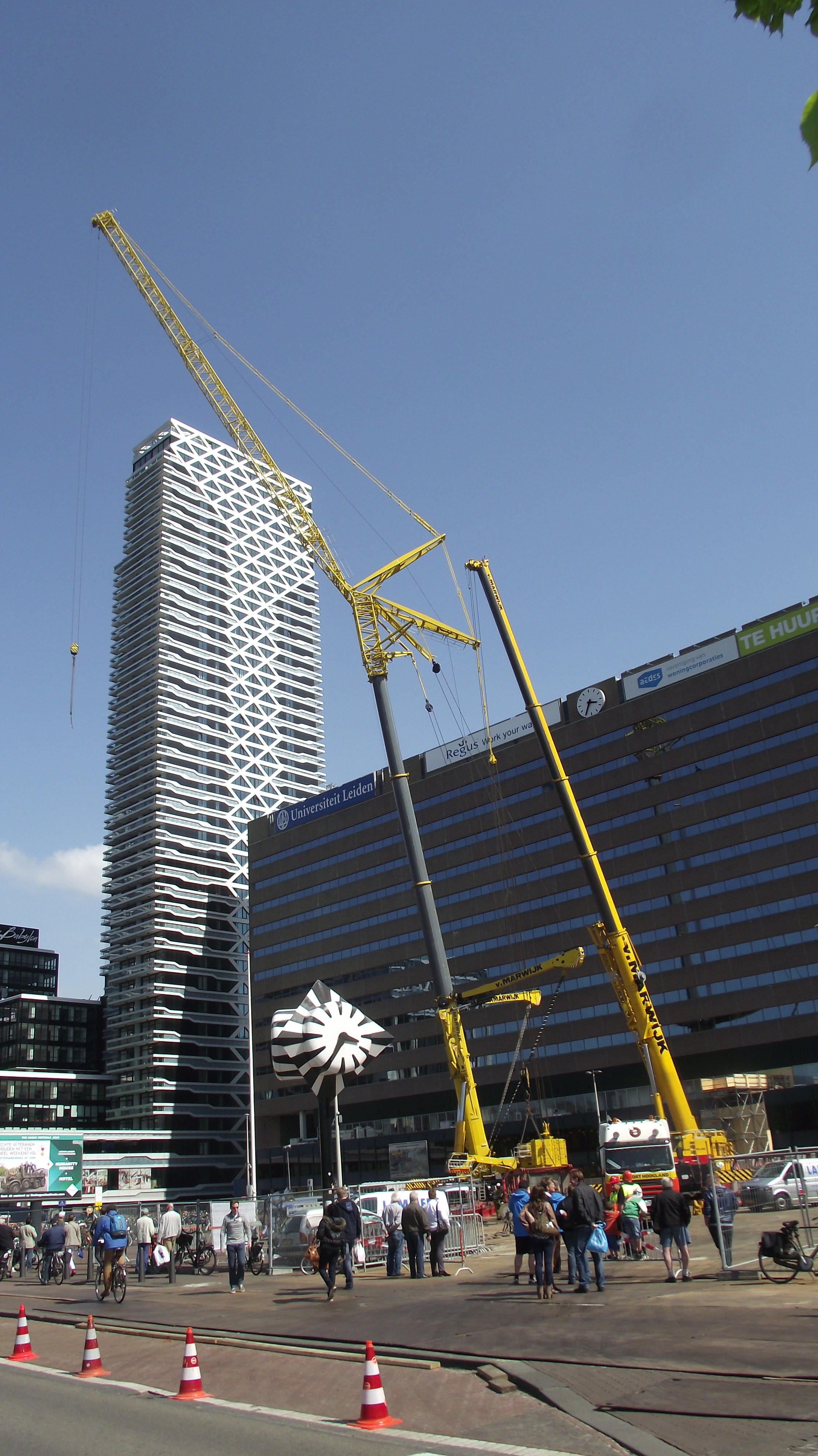
La Stazione Centrale, con in secondo piano il ’Babylon’, costruito nel 1970 e rifatto completamente nel 2013 con l'aggiunta di due torri di uffici.

## Quartieri nello stadsdeel di Haagse Hout
I quartieri nello stadsdeel di Haagse Hout sono 4:
- Benoordenhout
- Haagse Bos
- Bezuidenhout
- Mariahoeve en Marlot